# 提姆·麥克林被殺案
提姆·麥克林被殺案，受害者是當年22歲的溫尼伯居民提姆·麥克林（Tim McLean）。兇嫌李偉光（Vincent Weiguang Li），原籍中國辽宁丹东，後入籍加拿大，居於埃德蒙顿，因為2008年7月30日加拿大灰狗巴士殺人而成為新聞人物，當時李偉光是40歲。在2009年3月，李偉光在被確定為精神分裂症後，被認定不負有謀殺刑事責任，並還押候審。他被關押在馬尼托巴省塞爾柯克，直至2015年5月8日獲釋。
案發當日，李偉光和提姆·麥克林都是一輛加拿大灰狗巴士的乘客，由埃德蒙顿東向開往溫尼伯。

## 案發過程
事件发生在Portage la Prairie，马尼托巴省附近，从埃德蒙顿市前往温尼伯市的途中。
当地时间2008年7月30日中午12:01时，受害者Tim McLean在结束了在艾伯塔省的一个工作后准备返回在马尼托巴省的家中，他乘坐灰狗巴士1170号从埃德蒙顿市出发前往温尼伯市。当时他坐在巴士后方，靠厕所的前一排的位置。下午6:55时，嫌疑人李偉光在Erickson，马尼托巴省的停靠车站上车。当时李偉光被形容为一个40岁左右的高个男子，光头，戴墨镜，原本坐在巴士靠前的位置，但在之后的休息站上车后坐在了Tim McLean的邻座。两人几乎没有交流，之后Tim McLean靠着车窗，带上耳机开始睡觉。
据目击者说，当Tim McLean戴着耳机入睡时，邻座的李偉光突然拿出一把长刀刺向Tim McLean的颈部和胸部。事发后，巴士司机将车在路边停靠，然后与其他乘客一起离开了巴士。袭击者随后将Tim McLean斩首，并向在车外的其他乘客展示他割下的被害者头颅。司机和另外两名男子曾试图上车营救，但被李偉光挥舞长刀驱赶。李偉光之后返回Tim McLean的尸体，割下受害者身体其他部分，并食用了一些。
晚上8:30时，加拿大皇家骑警（RCMP）收到发生在灰狗巴士的刺杀事件报告。当他们赶到现场时，疑犯仍在巴士上，巴士司机和一位经过的卡车司机用撬棍和锤子当作武器，防止疑犯下车逃走。其他乘客挤在路旁，他们中的一些在哭，呕吐。因为疑犯之前曾尝试开巴士逃跑，巴士司机开启了巴士的紧急锁止系统，导致巴士无法启动。目击者称疑犯切割了Tim McLean的身体部分，并携带着受害人被割下的头颅。
晚上9:00时，警方仍在与嫌疑人对峙，并召集了谈判小组和武装做战小组。疑犯被目击在巴士上来回踱步，并继续玷污尸体，警察们目击了李偉光食用尸体的行为。同时，滞留的乘客被带离现场，并在加拿大皇家骑警布兰登支队进行时事件称述。据加皇家骑警的报告，听见李偉光说，“我必须永远留在车上。”
当地时间2008年7月31日凌晨1:30时，疑犯企图破窗而逃，皇家骑警随即便逮捕了李偉光。李偉光被电击了2次，然后被带上手铐。警察从现场的一些塑料袋中找到了受害人的尸体部分，并在李偉光的口袋中找到了受害人的耳朵，鼻子和舌头。受害人的双眼和部分心脏没有被找到，推断已被李偉光吃掉了。
上午10:00时，灰狗巴士的代表人带着其他乘客买了些衣物，补偿他们仍留在巴士上的行李。乘客们在下午3:30抵达温尼伯，与家人和朋友团聚。

## 提姆·麥克林
小提姆·理查德·麥克林（英文：Timothy Richard McLean Jr.）於1985 年10月3日出生於馬尼托巴省溫尼伯。他在溫尼伯長大，去世時年僅22歲，一直是嘉年華工作人員，尤其是埃德蒙頓的嘉年華叫賣員。2008年12月21日，麥克萊恩去世五個月後，他的兒子出生了。

## 李偉光

### 背景
李偉光於1968年4月30日出生於遼寧丹東。1992年，李偉光畢業於武漢科技大學，獲得電腦學士學位。1994年至1998年，李先生在北京擔任電腦軟體工程師。李於2001年6月11日移民加拿大，並於2006年11月7日成為加拿大公民。
從2004年秋天開始，他在溫尼伯的格蘭特紀念教堂做了六個月的卑微工作，以養活他的妻子安娜。僱用李的牧師湯姆·卡斯特(Tom Castor)表示，儘管與其他會眾成員存在語言障礙，但他似乎很高興能找到一份工作，並致力於做好它。
2017年，李偉光在改名後獲得自由。

## 外部連結
- 灰狗巴士殺手是華人李偉光 （页面存档备份，存于）
- 加國灰狗巴士兇殺案嫌犯李偉光 （页面存档备份，存于）

1. ↑  . Winnipeg Free Press.   [2023-11-18]. （原始内容存档于2024-01-19）.
2. ↑  . Winnipeg Sun.   [2023-11-18]. （原始内容存档于2022-12-09）.
3. ↑  Accused in bus slaying ordered to get psychiatric assessment, CBC News, August 5, 2008. Accessed August 12, 2008. 的存檔，存档日期August 12, 2008，.
4. ↑  Puxley, Chinta. . The Toronto Star. 3 March 2009  [22 March 2019]. （原始内容存档于2023-06-27）.